# Tetraphyllidea
Die Tetraphyllidea sind eine Ordnung der Bandwürmer mit etwa 540 Arten, deren Endwirt Knorpelfische (vorwiegend Plattenkiemer) sind, bei denen sie im Darm oder Magen parasitieren. Sie haben eine hohe Wirtsspezifität.

## Merkmale
Tetraphyllidea haben eine Größe zwischen 1 mm bis 1 m. Ihr Scolex trägt vier muskulöse Saugnäpfe (Bothridia), die häufig gestielt sind. Der Uterus ist geschlossen. Cirrus und Vagina münden am Rand, die Vagina vor dem Cirrus.

## Entwicklungszyklus
Der Entwicklungszyklus ist bislang nur wenig untersucht. Studien deuten darauf hin, dass Tetraphyllidea zwei Zwischenwirte haben, erster sind Krebstiere, zweiter Knochenfische.

## Systematik
Zur Ordnung gehören acht Familien:
- Balanobothriidae Pintner, 1928
- Calliobothriidae Perrier, 1897
- Dioecotaeniidae Schmidt, 1969
- Gastrolecithidae Euzet, 1955
- Rhoptrobothriidae Caira, Jensen & Ruhnke, 2017
- Serendipeidae Brooks & Evenhuis, 1995
- Shindeobothriiidae Shinde & Chincholikar, 1975
- Triloculariidae Yamaguti, 1959